# PZL.37 Łoś
PZL.37 Los byl polský čtyřmístný dvoumotorový bombardér užívaný za druhé světové války. Jeho moderní koncepce a nová technická řešení ho odlišovaly od polských letounů starší generace a přiřazovaly k moderním strojům, které byly vyráběny ve vyspělých zemích na konci třicátých a začátku čtyřicátých let 20. století.

## Vývoj
Projekt letounu PZL.37 byl schválen již v roce 1934 a o rok později započala stavba prvního prototypu PZL.37/I s jednoduchými ocasními plochami. Drak byl dohotoven na jaře 1936. Konstruktéři zamítli dřevěnou konstrukci stroje a navrhli hliníkovou. K pohonu byly vybrány britské devítiválcové hvězdicové motory Bristol Pegasus XIIB o výkonu 640 kW s třílistými stavitelnými vrtulemi Hamilton. Prototyp v roce 1936 zalétal zkušební pilot Jerzy Widawski. Vznesl připomínky na chvění ocasní části, později se projevily potíže s pevností draku, chlazením motorů a ovladatelností stroje. Obecně byl nový letoun považován za zdařilý a vrchní velení letectva zvýšilo původní objednávku z deseti na třináct kusů.
Kromě toho byly prováděny úpravy na druhém prototypu PZL.37/II, zalétaném v dubnu 1937 s pohonnými jednotkami Bristol Pegasus XX o výkonu 675 kW a dvojitými SOP. Stal se prototypem pro sériový bombardér PZL.37B Łoś, vyrobeným od podzimu 1938 v celkovém počtu 94 kusů. Výzbroj sestávala ze tří kulometů PWU vz. 37 ráže 7,92 mm po jednom v předním proskleném střelišti, v horním a dolním střelišti.[zdroj⁠?!] Nosnost pumového nákladu byla do 3000 kg.
Z prvního prototypu vzešlo prvních devět předsériových PZL.37A (sériová čísla 72.3 až 72.11) s modifikovaným podvozkem, přičemž desátý vyrobený kus se stal třetím prototypem PZL.37/III (s. č. 72.12) s motory Gnome-Rhône 14NO-7, který posloužil jako vzor pro exportní verze C a D.
Dalších dvacet, již sériových letounů (72.13 až 72.32), bylo postaveno pod označením PZL.37A bis s dvojitými svislými ocasními plochami. Pohon zajišťovala dvojice motorů Pegasus XIIB. Roku 1938 se uskutečnila v Bělehradu výstava, při které letoun (72.14, imatrikulace SP-BNL) s motory Bristol Pegasus XX zaujal pozornost zahraničních odborníků. Líbila se jim především na tu dobu značná rychlost stroje, jeho letové vlastnosti i poměrně velký pumový náklad. O toto letadlo projevilo zájem několik zemí, přičemž postupně docházelo i k podpisům kontraktů. Vzhledem k tomu, že roku 1939 vypukla druhá světová válka, k žádnému z nich nakonec nedošlo.

## Bojové užití

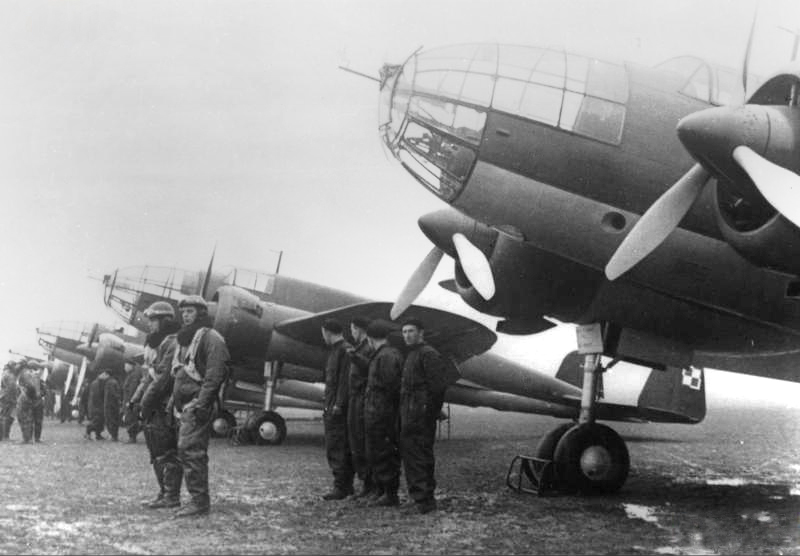
PZL.37B Łoś z výzbroje letek 211 a 212, únor 1939

První PZL.37A získaly vojenské jednotky ke zkouškám a výcviku osádek v červnu 1938, PZL.37B byl dodáván od podzimu roku 1938.
1. září 1939 napadly jednotky wehrmachtu Polsko a začala druhá světová válka. V tomto období byly PZL.37B ve výzbroji bombardovacích eskader č. 211, 212, 216 a 217 společně s výcvikovou eskadrou 213. V prvních dnech PZL.37 do bojů nezasáhly a nacházely se v rezervě hlavního velení v celkovém počtu 36 bojeschopných Łośů. První nasazení proběhlo až 4. září 1939. Mnoho strojů přitom nebylo zcela bojeschopných a tak docházelo k jejich urychlenému ozbrojování a zprovozuschopňování. Tyto letouny se účastnily náletů na německé agresory, ovšem německá přesila byla ohromující. Poslední bojové akce uskutečnily osádky PZL.37 16. září 1939.
Po napadení východní části Polska Rudou armádou přeletěly ve dnech 17. až 20. září zbývající provozuschopné stroje do Rumunska v počtu 19 letounů. Tyto stroje byly nasazeny během bojů na východní frontě.

## Uživatelé
- Německá říše
  - Luftwaffe (ukořistěné exempláře)
- Polsko
  - Polské letectvo
- Rumunské království
  - Rumunské královské letectvo
- Sovětský svaz

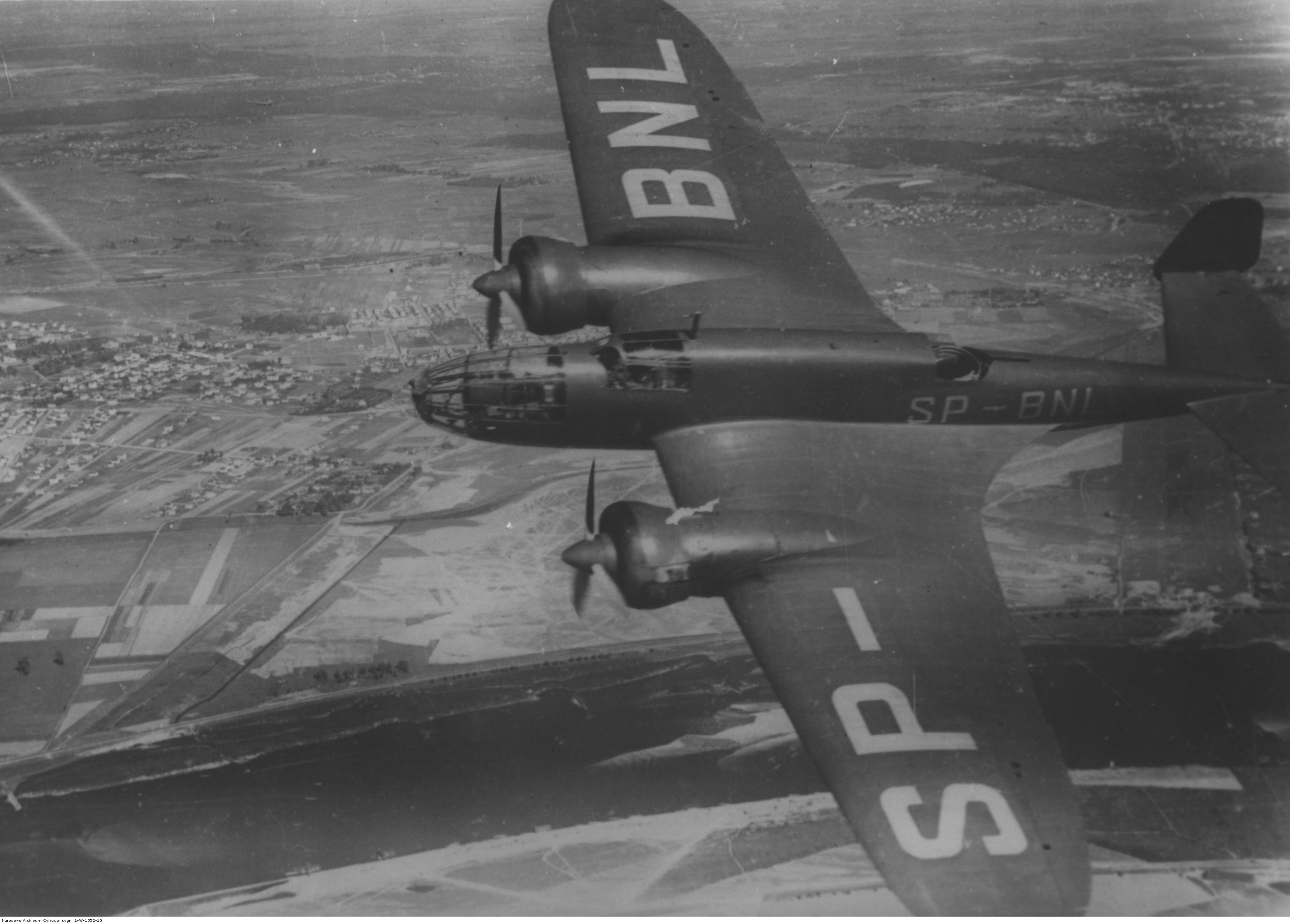
PZL.37A bis (SP-BNL)

  - Sovětské letectvo (ukořistěné exempláře)

## Specifikace (PZL.37B)

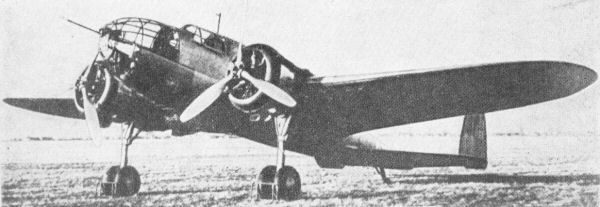
Druhý prototyp PZL.37/II

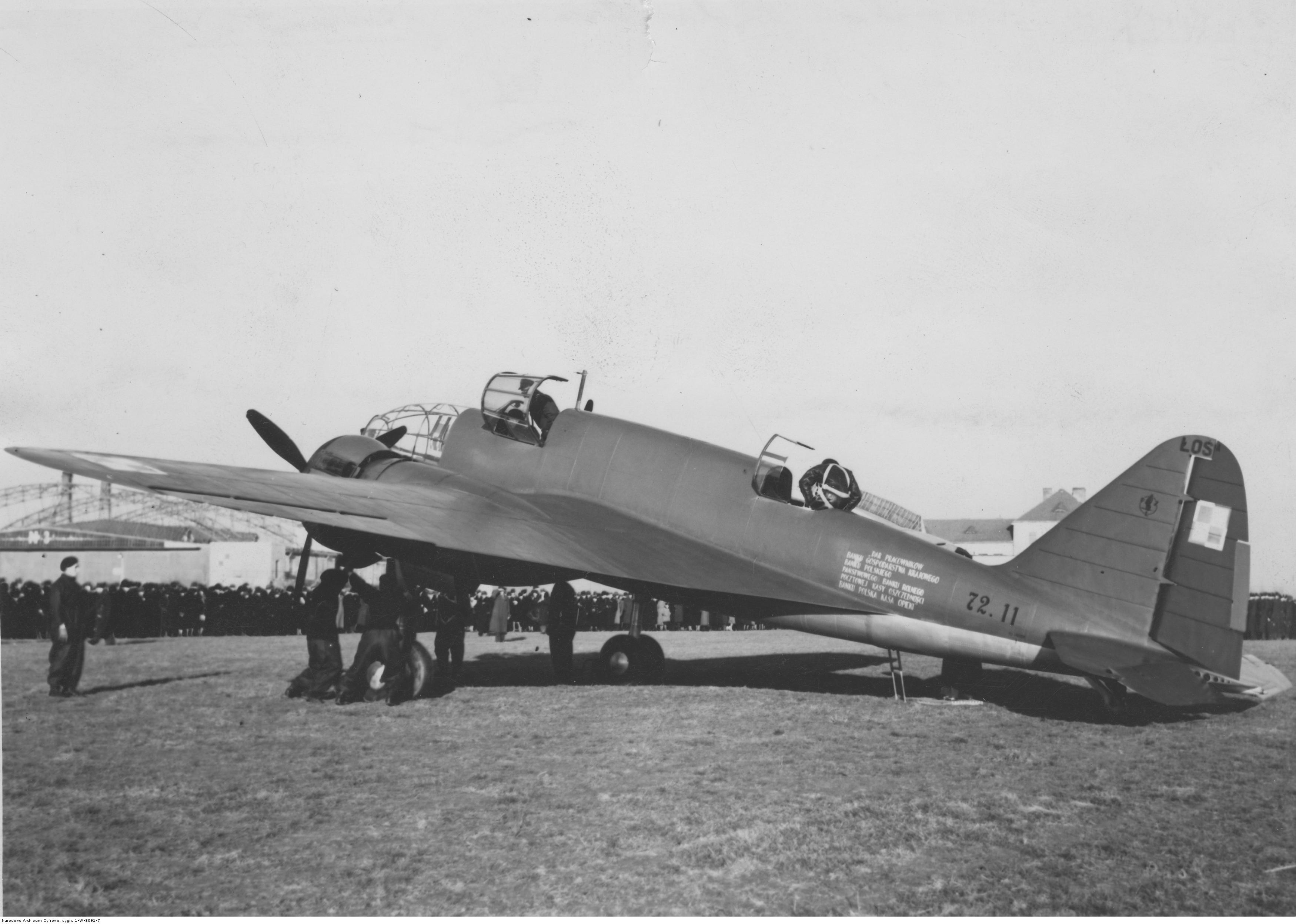
PZL.37A (72.11)

Údaje dle

### Technické údaje
- Osádka: 4
- Rozpětí: 17,93 m
- Délka: 12,92 m
- Výška: 5,08 m
- Nosná plocha: 53,5 m²
- Hmotnost prázdného stroje: 4 280 kg
- Vzletová hmotnost: 8 560 kg
- Maximální vzletová hmotnost: 8 900 kg
- Pohonná jednotka: 2 × devítiválcový vzduchem chlazený hvězdicový motor PZL Pegasus XX pohánějící třílisté kovové vrtule Hamilton/PZL
- Výkon pohonné jednotky: 682,3 kW (918 hp) každý

### Výkony
- Maximální rychlost: 445 km/h (ve výši 3 400m)
- Přistávací rychlost: 120 km/h
- Stoupavost:
- Praktický dostup: 6 000 m
- Maximální dostup: 9 250 m (bez nákladu pum)
- Dolet: 2 600 km (s nákladem 2 200 kg pum)
- Maximální dolet: 4 500 km (bez pumového nákladu)

### Výzbroj
- 3 × pohyblivý kulomet KM wz. 37 ráže 7,92 mm se zásobou 1 700 nábojů celkem
- max. 2 580 kg pum v pumovnicích v trupu a centroplánu křídla